# Breukbreccie

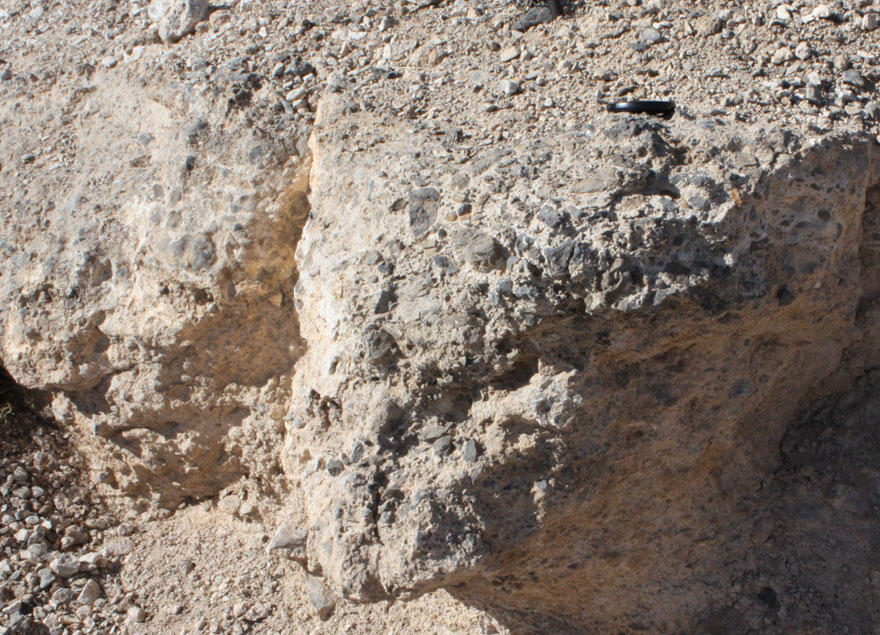
Breukbreccie van de Keystone thrust in de Red Rock Canyon National Conservation Area, 40 km ten westen van Las Vegas, Nevada.

Breukbreccie of tektonische breccie (Engels: fault breccia) is een door tektonische krachten gevormde breccie, een gesteente dat is opgebouwd uit hoekige klasten. Bij breukbreccie is normaal gesproken geen sprake van cohesie, het is een ongeconsolideerd gesteente, tenzij er later cementatie is opgetreden. Breukbreccie waarin alle klasten zeer fijn vermalen zijn wordt breukklei (Engels: fault gouge) genoemd.
Bij de bouw van tunnels en mijnen leveren zones van breukbreccie in het gesteente vaak grote problemen op, vanwege de afwezigheid van cohesie zijn dit zwakke zones waar een tunnel sneller in kan storten.

## Vorming
Een breukbreccie ontstaat door tektonische beweging langs gelokaliseerde zones van brosse deformatie (breukzones) in gesteente. Door de vermaling en verbrokkeling die daarbij plaatsvindt ontstaat een gesteente dat uit losse brokstukken bestaat. Vanwege de verbrokkeling kunnen breukzones gemakkelijk geïnfiltreerd worden door grondwater. Dit kan tot gevolg hebben dat mineralen als calciet, kwarts, epidoot of talk neerslaan en het gesteente cementeert. Als de beweging langs de breukzone doorgaat kan echter ook dit cement weer verbrokkeld raken waardoor veel van de klasten in het uiteindelijke gesteente een secundaire oorsprong hebben.
Op grotere dieptes, waar hogere temperatuur en druk heersen, zal gesteente in de breukzone ook verbrokkelen maar wel zijn cohesie behouden. Het type gesteente dat daarbij gevormd wordt heet cataclasiet.